# ارتراند
شهر ارتراند (به آلمانی: Ortrand) در ایالت برندنبورگ در کشور آلمان واقع شده‌است.